# Башискеле
Башискеле (тур. Başiskele) — город и район в провинции Коджаэли (Турция).